# Oreneta d'Etiòpia

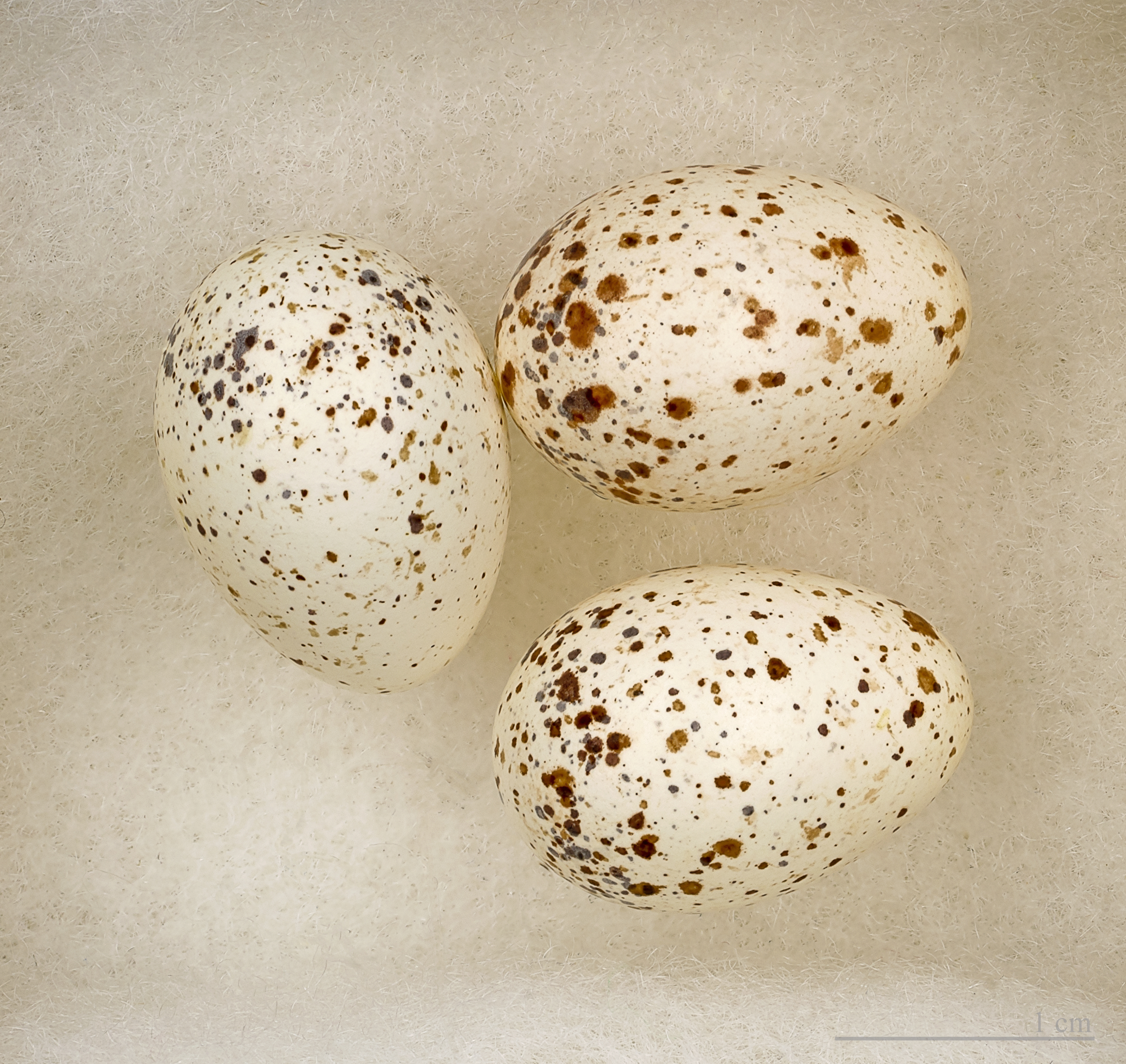
Hirundo aethiopica

L'oreneta d'Etiòpia o oreneta etíop (Hirundo aethiopica) és un petit ocell de la família dels hirundínids (Hirundinidae). D'hàbits sedentaris, habita al camp obert i ciutats de l'Àfrica subsahariana, des del sud de Níger, Costa d'Ivori, Ghana, Nigèria i Camerun, cap a l'est, a través del nord de la República Centreafricana i Sudan, fins a Etiòpia i nord de Somàlia, i cap al sud a Uganda, Kenya i nord-est de Tanzània. El seu estat de conservació es considera de risc mínim.

## Llista de subespècies
Se n'han descrit dues subespècies:
- Hirundo aethiopica aethiopica Blanford, 1869. Zona occidental de l'àrea de distribució fins a Etiòpia.
- Hirundo aethiopica amadoni White,CMN, 1956. Zona oriental, des del l'est d'Etiòpia cap al sud.